# Арсен Багратиони
Митрополит Арсений (груз. მიტროპოლიტი არსენ, в миру Иессе́й Арчилович Багратиони, груз. იესე; ум. 30 ноября 1812, Тифлис, Грузинская губерния, Российская империя) — грузинский царевич (батонишвили), митрополит Тбилисский (1795—1810). Известен своей противоречивой ролью в грузинских церковных делах в первые годы российской власти. Арсен был также известен под фамилией Наибидзе (груз. ნაიბაძე), которую носил его отец.

## Ранняя жизнь
Арсен (Иесе) был сыном Абдуллаха-Бега, иранского наиба Картли, и княжны Кетеван-Бегум Кахетинской. Он был внуком двух монархов: царя Картли Иессе по отцовской линии и короля Кахети Ираклия I по материнской линии. Абдуллах-Бег, отец Иесе, обращенный в ислам, занимал пост иранского наиба (губернатора) Картли, но в 1747 году был изгнан из Тбилиси царём Кахетии Ираклием II.
Мало что известно о раннем периоде жизни Иесе. Овдовев, он ушел в монастырь, приняв имя Арсена. В 1760-х годах после того, как его брат Давид и двоюродный брат Паата, были казнены за участие в заговоре против царя Ираклия II, Арсен бежал в Имеретию (Западную Грузию), где в течение многих лет служил в монастыре Кацхи. В конце концов, благодаря покровительству католикоса Антония II, сына царя Ираклия II, Арсен смог вернуться в Картли и был назначен епископом Никозским. В 1795 году католикос Антоний II, к неудовольствию его отца, назначил Арсена митрополитом Тбилиси, столицы Картли-Кахетинского царства, которая лежала в руинах после иранского вторжения. К 1800 году его приход состоял из Тбилиси и 18 других населенных пунктов.

## Лояльность России
После перехода Грузии под власть Российской империи в 1800 году Арсен Тбилисский сотрудничал с русскими. 16 февраля 1801 года он отслужил литургию в соборе Сиони в честь вхождения Картли-Кахетинского царства в состав Российской империи. В том же году он дал показания против князя Соломона Лионидзе, ведущей фигуры в антироссийской оппозиции, подозреваемого в причастности к тайной переписке с вдовствующей царицей Дареджан. За лояльность во время беспорядков в Грузии российское правительство наградило Арсена в 1802 году орденом Святой Анны 2-й степени, а также драгоценным белым клобуком с особым рескриптом признательности от царя Александра I в 1807 году.

## Противостояние скатоликосом
По мере того как русские власти стали брать под свой контроль церковные дела в Грузии, митрополит Арсен Тбилисский сделал все возможное, чтобы обеспечить себе позицию по отношению к своим коллегам-церковникам. Он, таким образом, обвинил католикоса Антония II в присвоении церковных богатств и осудил архимандрит Досифея (Пицхелаури), из Кватахеви, по причине того, чтобы он был назначен во время правления последнего царя Давида. Во время инцидента в январе 1803 года Арсен подвергся нападению и получил ранение на одной из улиц Тбилиси после спора с протеже Антония, протоиереем Соломоном, в соборе Сиони. Российские власти заподозрили в этом детей Соломона и арестовали одного из его сыновей.
В августе 1809 года Арсен направил пространное письмо императору Александру I Паловичу, напоминая ему о своих прошлых услугах и жалуясь на давление, который он испытал со стороны католикоса Антония. В ответ на это в феврале 1810 года католикос Антоний II созвал церковный суд, который постановил, что митрополит Арсен Тбилисский должен быть отстранен от занимаемой должности и отправлен в удаленный монастырь по обвинению в неправомерных действиях, злоупотреблении служебным положением и коррупции. Арсен категорически отрицал все обвинения и подал жалобу российскому губернатору Грузии генералу Александру Тормасову. В то же время, русское правительство приступило к прямой отмене грузинской автокефалии. В ноябре 1810 года католикос Антоний II был выслан в Россию. В июне 1811 года Святейший Синод снял с Антония сан католикоса-патриарха. Новый российский ставленник, грузинский экзарх Варлаам (Эристави) освободил от занимаемой должности Арсена Тбилисского. Было начато расследование о его коррупции, но оно было прекращено из-за смерти Арсена.